# Macintosh IIci
Macintosh IIciはAppleによってデザイン、製造され、1989年9月から1993年2月まで販売されていたパーソナルコンピュータである。

## 位置付け
Macintosh IIcxの後継機種としてリリースされた。ただしその後もIIcxは並行して販売されている。Macintoshラインナップ中における処理速度としては、IIfx登場に至るまでは最高であった。ディスプレイの選択自由度は必要であるが、高価な拡張ボードによるグラフィック能力までは必ずしも要しない、という求めにも応えられる仕様となっている。後継機種のQuadra 700の発売後も1993年まで引き続き販売されたが、Quadra 700へのアップグレードサービスも提供されていた。

## ハードウェア

### 筐体
IIcxから流用された。詳しくは当該記事を参照。

### CPU
Motorola MC68030を25MHzで駆動するほか、コプロセッサとしてMC68882も搭載した。

### RAM
IIcx同様30-pin SIMMスロットを採用する。

### ビデオ
セパレート型Macintoshとしては初めてロジックボードにビデオ回路が組み込まれ、メインメモリの一部をVRAM用に割り当てる仕様であった。解像度640x480ピクセルでの256色出力、640x870ピクセルでの16階調グレースケールをサポートした。

## ソフトウェア

### ROM
32ビットクリーンROMの採用により、System 7(漢字Talk 7.1)以降を利用する場合に、8MBを超えるRAMを扱える。このROMには開発スタッフの写真も収められており、日付を1989年9月20日にセットし、コマンドキー、optionキー、Cキー、Iキーを同時に押しながら立ち上げると表示される。